# 早稻田停留場
早稻田停留場（日语：／ Waseda teiryūjo */?）是一個位於東京都新宿區西早稻田一丁目的新目白通上，屬於荒川線的停留場。同時也是該線的終點。
此站位於東京地下鐵東西線的早稻田站東南偏南方向，直線距離約600公尺。

## 歷史
起初作為東京市電開業，也設有車庫（現：都營巴士早稻田營業所）。後來有王子電氣軌道直通。
- 1918年（大正7年）7月6日：東京市電下戶塚（後來改稱早稻田）電停開業。
- 1930年（昭和5年）3月30日：王子電氣軌道（日语：王子電気軌道）早稻田站開業。
- 1942年（昭和17年）2月1日：王子電氣軌道被東京市收購。
- 1949年（昭和24年）12月1日：舊市電（江戶川線）早稻田終點延伸至舊王電（早稻田線）早稻田站。
- 1968年（昭和43年）9月29日：江戶川線早稻田－江戶川橋－大曲－九段下間廢除。早稻田車庫也在同時廢除。

## 停留場構造
港灣式月台2面1線的地面車站。軌道被南北月台夾着，北側為下車專用、南側為乘車專用。
| 月台 | 路線                   | 方向 | 目的地                           |
| ---- | ---------------------- | ---- | -------------------------------- |
| 北側 | 都電荒川線（東京櫻電） | -    | 下車專用                         |
| 南側 | 都電荒川線（東京櫻電） | 下行 | 大塚站前、王子站前、三之輪橋方向 |

## 可供轉乘的巴士路線
沒有任何巴士路線行經此站。但附近有都營巴士早稻田營業所(原：都電早稻田車庫)、有那邊出發的路線。

### 「早稻田停留場」
- 都營巴士
  - 上58系統：上野松坂屋前～早稻田
  - 上69系統：上野公園～高田馬場站前
  - 早77系統：新宿站西口～早稻田
  - 飯64系統：九段下～小瀧橋車庫前

## 車站周邊
- 早稻田大學早稻田校區（大學本部、大隈講堂等）
- RIHGA ROYAL HOTEL TOKYO（日语：リーガロイヤルホテル東京）
- 東京椿山莊飯店（日语：ホテル椿山荘東京）
- 日本女子大學目白校區
- 永青文庫
- 文京區立肥後細川庭園

## 其他
在早稻田營業所可以買電車的月票。

## 相鄰停留場
東京都交通局
 都電荒川線（東京櫻電）
早稻田（SA 30）－面影橋（SA 29）

## 外部連結
- 早稻田停留場 （页面存档备份，存于） - 東京都交通局